# See Ya
SeeYa (Hangul: 씨야) fue un grupo femenino surcoreano de formado en 2006 por Core Contents Media, y fue compuesto inicialmente por Nam Gyu-ri, Kim Yeon-ji y Lee Bo-ram. Más tarde, en 2009, Nam Gyu-ri fue reemplazada por Lee Soo-mi. El nombre del grupo es una abreviación de las frases en inglés See You Always y See You Again. Son consideradas la versión femenina del grupo SG Wannabe.

## Historia
La idea de formar el grupo vino de los productores de la boy band SG Wannabe, quien quiso formar la versión femenina de éste. En el año 2005 se realizaron audiciones, a las que asistieron alrededor de 400 postulantes, con el fin de seleccionar a la futuras integrantes, resultando elegidas Nam Gyu Ri, Kim Yeon Ji y Lee Bo Ram.
Después de más de un año de intenso entrenamiento, en canto y baile, por parte de importantes productores, bailarines y cantantes de la industris musical coreana, editan su primer álbum, The First Mind, en febrero de 2006. El primer sencillo fue 여인의 향기 (A Woman's scent).

## Integrantes
Antiguas integrantes:
- Nam Gyu-ri (Hangul: 남규리), nacida el 26 de abril de 1985 en Gwangju, vocalista y líder del grupo.
- Kim Yeon-ji (Hangul: 김연지, Hanja: 金延智), nacida el 30 de octubre de 1986 en Anyang, vocalista principal.
- Lee Bo-ram (Hangul: 이보람, Hanja: 李寶藍), nacida el 17 de febrero de 1987 en Seongnam, vocalista y líder del grupo.
- Lee Soo-mi (Hangul: 이수미9), nacida el 3 de marzo de 1989 en Seongnam, vocalista, rapera y bailarina principal.

## Discografía

### Álbumes
Estudio
1. The First Mind, 24 de febrero de 2006
2. Lovely Sweet Heart, 25 de mayo de 2007
3. Brilliant Change, 26 de septiembre de 2008
4. TWENTYth Urban# , 8 de octubre de 2010
5. SeeYa - 가슴이 뭉클, (Personal Taste OST)   2010
6. See You Again, 22 de enero de 2011

Especiales
1. California Dream, 2 de enero de 2008